# Занне
Занне (нем. Sanne) — община в Германии, в земле Саксония-Анхальт.
Входит в состав района Штендаль. Подчиняется управлению Арнебург-Гольдбек. Население составляет 162 человека (на 31 декабря 2006 года). Занимает площадь 8,57 км².